# 费氏马先蒿
费氏马先蒿（学名：Pedicularis fetisowii），为玄参科马先蒿属下的一个植物种。